# HD 4208
HD 4208 eller Cocibolca (namnet valdes i NameExoWorlds- kampanjen i Nicaragua vid 100-årsjubileet för IAU. Cocibolca är nahuatlnamnet för Lake Nicaragua.) är en ensam stjärna, belägen i den norra delen av stjärnbilden Bildhuggaren. Den har en skenbar magnitud av ca 7,88 och kräver åtminstone en handkikare eller ett litet teleskop för att kunna observeras. Baserat på parallax enligt Gaia Data Release 2 på ca 29,2 mas, beräknas den befinna sig på ett avstånd på ca 112 ljusår (ca 34 parsek) från solen. Den rör sig bort från solen med en heliocentrisk radialhastighet på ca 57 km/s.

## Egenskaper
HD 4208 är en gul till vit stjärna i huvudserien av spektralklass G7 V Fe-1 CH-0,5, där suffixnoten anger underskott av järn och dikväve i spektrumet. Den har en massa som är 86 procent av solmassan, radie som är 86 procent av solradien och har 71 procent av solens utstrålning av energi från dess fotosfär vid en effektiv temperatur på 5 717 K.

## Planetsystem
År 2001 upptäcktes, med hjälp av metoden för mätning av radiell hastighet, en planet som kretsar runt HD 4208. Dess bana ligger 1,65 AE från värdstjärnan med en omloppsperiod på 2,27 år och en låg excentricitet på 0,05.Läget för planeten nära stjärnans beboeliga zon innebär att den kommer att ha en stark gravitationsstörningseffekt på alla potentiella jordmasseplaneter som kan kretsa i detta område.